# Проба Геллера
Проба Геллера, по имени австр. патолога И. Ф. Геллера (англ. J.F. Heller), распространенное название качественной реакции на белок в моче. Проба имеет чувствительность 0,033 г/л и используется в клинической диагностике протеинурии. Принцип выявления белка основан на его денатурации под воздействием денатурирующего фактора — концентрированной азотной кислоты или реактива Ларионовой.
Следует отметить, что в моче всегда присутствует некоторое количество белка, но, как правило, его концентрация в моче здорового человека ниже порога чувствительности качественной реакции и не выявляется простыми методами. Для количеств белка свыше 0,033 г/л проба непригодна. При более высоких концентрациях необходимо разбавлять мочу или использовать альбуминометр Эсбаха.
Для определения количества общего белка в моче используются метод, основанный на пробе Геллера — метод Брандберга-Робертса-Стольникова (W. Roberts, 1830—1899, англ. терапевт). Методика предполагает разведение мочи до нижнего предела чувствительности пробы (0,033 г/л) и времени образования кольца в 2-3 минуты.

## Ход выполнения анализа
Реактивы: концентрированная (дымящаяся) азотная кислота или реактив Ларионовой. Исследуемая моча должна быть прозрачной и иметь кислую реакцию.

### Приготовление реактива Ларионовой
Приготавливают насыщенный раствор хлорида натрия (20-30 г соли растворяют в 100 мл теплой воды, дают отстояться до охлаждения). Надосадочную жидкость сливают и фильтруют. К 99 мл фильтрата добавляют 1 мл концентрированной азотной кислоты (можно заменить 2 мл соляной кислоты).

### Техника исследования
В пробирку с 1-2 мл реактива осторожно по стенке наслаивают примерно такое же количество мочи. При наличии белка, примерно через 2-3 минуты, на границе раздела жидкостей наблюдается помутнение — белое кольцо из денатурировашего белка.
Ложноположительный результат может появиться при использовании азотной кислоты, за счет высокой концентрации нуклеоальбуминов или солей уратов. В первом случае оно исчезает при легком покачивании пробирки, а во втором кольцо располагается значительно выше границы раздела сред и исчезает при нагревании; при повторении пробы с разбавленной мочой кольцо не образуется. Иногда также появляется коричневатое пигментное кольцо от окисления урохрома азотной кислотой.
Использование реактива Ларионовой, в отличие от азотной кислоты, имеет ряд преимуществ: на границе наслоения не образуется пигментных колец, а положительный результат дает более четкие белковые кольца.